# Mój zbiór opowieści biblijnych
Mój zbiór opowieści biblijnych (ang. My Book of Bible Stories) – książka wydana w języku angielskim w 1978 roku, a w języku polskim w 1981 przez Towarzystwo Strażnica, zawierająca opis historii biblijnych, przeznaczona dla dzieci. Zrewidowana w 2004 roku. Dostępna w przeszło 230 językach (w tym w 29 językach migowych) – także online na oficjalnej stronie Świadków Jehowy – jw.org, wydana w nakładzie ponad 78 milionów egzemplarzy (wersja drukowana), a także w wersjach audio i audiowizualnej. Wydawcą na Polskę jest Strażnica – Towarzystwo Biblijne i Traktatowe Zarejestrowany Związek Wyznania Świadków Jehowy w Polsce.

## Historia wydań
Ogłoszenie wydania książki miało miejsce na kongresie międzynarodowym pod hasłem „Zwycięska wiara” w roku 1978. Zaraz w pierwszym roku wydania wydrukowano jej około 6 milionów egzemplarzy w 10 językach. Pomimo trwającego jeszcze zakazu działalności Świadków Jehowy w Polsce w 1981 roku wydano czarno-białą wersję w mniejszym formacie. Wydrukowano ją w podziemnych drukarniach. W 1983 roku władze Polski pozwoliły na sprowadzenie ze Stanów Zjednoczonych dziesiątek tysięcy egzemplarzy literatury biblijnej – pierwszą publikacją była w roku 1984 właśnie książka Mój zbiór opowieści biblijnych w nakładzie 60 tysięcy egzemplarzy. Po zalegalizowaniu działalności w roku 1989, zaczęto ją otrzymywać z drukarni w Niemczech. Natomiast na Słowacji, gdzie działalność była zakazana, książka wydrukowana w tamtejszych podziemnych drukarniach nie zawierała ilustracji.
W 2004 roku wydano nową edycję w nowej okładce z przeszło 125 kolorowanymi ilustracjami. W tym wydaniu na końcu książki zamieszczono szereg prostych pytań do każdej opowieści, z których można skorzystać, omawiając je z dziećmi.
7 września 2010 roku książkę udostępniono w 21 językach online w plikach audio (również w języku polskim), a od roku 2017 w plikach audio jest dostępna w przeszło 30 językach.
Istnieje też wersja książki na kasetach magnetofonowych, płytach kompaktowych oraz na VHS i DVD w wersji języka migowego dla niesłyszących (w 2007 w polskim języku migowym na DVD), w wersji elektronicznej na CD-ROMie/DVD (Biblioteka Strażnicy).
W roku 2017 wydano książkę Uczymy się z Biblii, która zawiera 103 opowieści biblijne w 14 częściach, ułożonych chronologicznie. Po każdej opowieści podano wersety biblijne, na których zostały oparte. Jest ona dostępna również w wersji elektronicznej.

## Zawartość
Książka składa się ze 116 rozdziałów – opowieści biblijnych, ułożonych w porządku chronologicznym. Na końcu każdego rozdziału podano wersety biblijne, na których oparta jest dana opowieść. Książka podzielona jest na osiem części:
1. Od stworzenia świata do potopu
2. Od potopu do wyzwolenia z Egiptu
3. Od wyzwolenia z Egiptu do panowania pierwszego króla w Izraelu
4. Od panowania pierwszego króla w Izraelu do niewoli w Babilonie
5. Od niewoli w Babilonie do odbudowy murów Jerozolimy
6. Od urodzenia Jezusa do jego śmierci
7. Od zmartwychwstania Jezusa do uwięzienia Pawła
8. Jak spełni się wszystko, co zapowiada Biblia

## Odbiór

### W badaniach czytelnictwa
Według raportu z badania CZYTAMY DZIECIOM? przeprowadzonego w Polsce w sierpniu 2007 roku przez Centrum Badania Opinii Społecznej na pytanie „Jaką książkę polecił(a)by Pan(i) rodzicom, aby koniecznie przeczytali dzieciom?” 2,4% ankietowanych gotowych polecić jakąś publikację wymieniło Biblię lub Mój zbiór opowieści biblijnych. Tym samym książka ta została wymieniona w raporcie jako jedyna publikacja o tematyce religijnej oprócz Biblii.

### Jako publikacja wykorzystywana do kształcenia dzieci i młodzieży szkolnej
Wydana w 2012 roku edycja książki Mój zbiór opowieści biblijnych w języku pangasinan używanym na Filipinach została wykorzystana jako pomoc dla uczniów mówiących tym językiem. Stało się to możliwe dzięki programowi filipińskiego Ministerstwa Edukacji, który zalecił posługiwanie się ojczystym językiem dzieci podczas nauczania w szkołach podstawowych. Język pangasinan jest jednym z języków wybranych do tego programu, jednak ilość publikacji w nim dostępnych jest ograniczona. W listopadzie 2012 roku udostępniono 10 000 egzemplarzy tej publikacji.
W 2015 roku trzy szkoły publiczne zamówiły 3500 publikacji Świadków Jehowy w językach quiche i hiszpańskim, by wykorzystać je w programie nauczania, ponieważ „trafiają one w potrzeby gwatemalskiej młodzieży”. Wśród tych publikacji znalazł się m.in. Mój zbiór opowieści biblijnych.

### W Rosji
Mój zbiór opowieści biblijnych jest od 2009 roku umieszczony na Federalnej Liście Materiałów Ekstremistycznych i nie może być wwożony do kraju.